# Passiflora perfoliata
Passiflora perfoliata är en passionsblomsväxtart som beskrevs av Carl von Linné. Passiflora perfoliata ingår i släktet passionsblommor, och familjen passionsblomsväxter. Inga underarter finns listade i Catalogue of Life.